# Сокатово
Сокатово — деревня в Тейковском районе Ивановской области России, входит в состав Морозовского сельского поселения.

## География
Деревня расположена в 7 км на северо-запад от села Торчино и в 36 км на юг от центра города Тейково. 
В 3 км на северо-запад, находится деревня Шумилово.

## История
Деревня Сокатово до 2009 года входила в состав муниципального образования «Сокатовское сельское поселение» Тейковского района Ивановской области.

## Экономика
На территории деревни находится завод по изготовлению метизов. История завода начинается с 1928 года, когда в деревне была организована промысловая артель. С 1928 по 1970 год заводом было освоено свыше 2000 видов изделий. За 85 лет существования предприятия, свою трудовую деятельность с заводом связало большое количество жителей близлежащих поселков, сел и деревень .

## Население
| 1859 | 1905 | 2010 |
| ---- | ---- | ---- |
| 156  | ↗185 | ↗254 |